# عزلة ذري (عمران)

تعديل مصدري - تعديل

عزلة ذري هي إحدى عزل مديرية شهارة في محافظة عمران اليمنية ويبلغ تعداد سكانها 17262 نسمة حسب التعداد السكاني في اليمن لعام 2004.

## روابط خارجية
- الجهاز المركزي للإحصاء بالجمهورية اليمنية
- المركز الوطني للمعلومات باليمن
- World Gazetteer:Yemen
- الدليل الشامل